# Bergspelspindel
Bergspelspindel (Mecynargus monticola) är en spindelart som först beskrevs av Holm 1943.  Bergspelspindel ingår i släktet Mecynargus och familjen täckvävarspindlar. Arten är reproducerande i Sverige. Inga underarter finns listade.